# Heart's on Fire
Heart's on Fire is een nummer van de Britse singer-songwriter Passenger uit 2014. Het is de eerste single van zijn vijfde studioalbum Whispers.
"Heart's on Fire" is een rustige ballad. Het nummer werd een klein hitje in het Verenigd Koninkrijk, waar het de 63e positie behaalde. Ook in het Nederlandse taalgebied werd het nummer een mager succesje; met in Nederland een 13e positie in de Tipparade, en in Vlaanderen een 3e positie in de Tipparade.